# Urs Samyuktha Paksha
Urs Samyuktha Paksha (Urs Enade Parti),  politiskt parti i den indiska delstaten Karnataka. USP grundades av affärsmannen Srihari Khoday 2004. USP anser sig arbeta i den f.d. chefsministern i Karnataka, Devaraj Urs, anda. I valet till Lok Sabha 2004 lanserade USP tre kandidater.